# Die Marx Brothers im Krieg
Die Marx Brothers im Krieg (Originaltitel: Duck Soup) ist der fünfte Film mit den Marx Brothers Groucho, Chico, Harpo und Zeppo Marx. Der Film wurde 1933 von Paramount produziert und veröffentlicht, in der Bundesrepublik Deutschland erschien er erst 1967.

## Handlung
Das kleine Land Freedonia befindet sich in einer schweren finanziellen Notlage, die aktuelle Regierung sieht keinen Ausweg in der Staatskrise. Die reiche Witwe Teasdale, die das Land mittlerweile im Alleingang finanziert, fordert für einen weiteren Kredit, dass man im Gegenzug den von ihr verehrten Rufus T. Firefly (Groucho) zum Regierungschef ernennt. Dies geschieht auch, doch bald wird klar, dass Firefly seinen Pflichten als Premierminister kaum nachkommt. Unterdessen plant der Nachbarstaat Sylvania, in Freedonia einzumarschieren. Chicolino (Chico) und Pinky (Harpo) werden vom sylvanischen Botschafter Trentino als Spione auf den neuen Staatschef Firefly angesetzt. Dieser ernennt die beiden allerdings aus einer Laune heraus zu Ministern, als Chicolini Erdnüsse vor seinem Fenster verkauft. Trentino macht sich ebenfalls an die Witwe Teasdale heran, die jedoch nur Augen für Firefly hat. Firefly umwirbt Teasdale auch wegen ihres Vermögens, sodass es zu ersten Spannungen zwischen ihm und Trentino kommt.
Fireflys Sekretär Bob Roland (Zeppo) rät seinem Vorgesetzten, Trentino loszuwerden, indem man ihn beseitigt. Firefly stimmt seinem Sekretär im Prinzip zu, doch dann kommt es zu einer Reihe von Beleidigungen zwischen ihm und Trentino, an deren Ende Firefly den Botschafter schlägt. Damit provoziert er einen Krieg gegen Sylvania. Trentino erfährt, dass die Kriegspläne im Safe der Witwe Teasdale liegen, und er beauftragt Chicolini und Pinky, diese zu entwenden. Chicolini wird gefangen genommen und angeklagt, doch noch während der Verhandlung erfolgt die Kriegserklärung. Das ärmere und kleinere Freedonia hat zwar denkbar schlechte Erfolgsaussichten, dennoch wird das Ereignis vom Parlament mit Gesängen und Tänzen euphorisch aufgenommen. Schließlich kommt es zur Schlacht, die schon verloren scheint, als Trentino gefangen genommen werden kann. Die Marx Brothers bewerfen ihn mit Früchten, bis er schließlich kapituliert. Mrs. Teasdale besingt den Sieg mit Freedonias Hymne, wird dann aber von den Brüdern ebenfalls mit Obst beworfen.

## Hintergrund
Die Komödie ist zugleich Slapstick und Kriegssatire, vollgepackt mit optischen Gags und anarchischem Wortwitz. Die Marx-Brothers treten in ihren bekannten Rollen entsprechend auf: Groucho als arroganter Staatschef mit Hang zu Beleidigungen und Wortspielen, Chico als Proletarier mit Abneigung gegen jegliche Autorität, Harpo als der stumme verspielte Kindskopf und Zeppo als „Straight Man“, der gutaussehende Pflichtbewusste.
Bei seinem Erscheinen 1933 blieb der Film sowohl bei der Kritik als auch an den Kinokassen hinter den Erwartungen zurück. Erst mit den Jahren entwickelte er sich zu einem der erfolgreichsten Filme der Marx Brothers und Duck Soup gilt als Klassiker und Slapstick-Meisterwerk.
Besonders die Spiegelszene mit Groucho, Harpo und am Ende auch Chico sowie die Kriegsszenen am Ende des Films brachten es zu besonderem Ruhm. Diese Szenen wurden in anderen Filmen und Kunstwerken immer wieder zitiert oder rekreiert.
Als der Regisseur Leo McCarey kurz vor seinem Tod gefragt wurde: „Haben Sie bei Duck Soup [...] gern mit den Marx Brothers zusammengearbeitet?“, antwortete er: „Nein, überhaupt nicht. Sie waren viel zu verantwortungslos, und außerdem habe ich es nie geschafft, alle auf einmal zusammenzubekommen – einer fehlte immer.“

## Synchronisation
Die deutsche Synchronfassung entstand 1966 im Auftrag der ARD. Das Dialogbuch verfasste Eberhard Storeck, der auch Synchronregie führte. Für Groucho sprach Gerd Martienzen, für Chico übernahm dies Gerd Duwner, während Claus Jurichs und Horst Keitel ihre Stimmen Zeppo und Charles Middleton liehen.

## Auszeichnung
1990: Aufnahme in das National Film Registry

## Kritik
Nach der Fernsehpremiere im Programm der ARD am 4. Februar 1967 – also 34 Jahre nach der Uraufführung – urteilte der Evangelische Film-Beobachter, bei Die Marx Brothers im Krieg handle es sich um den „wohl besten aller Filme der Marx Brothers“ und begründet seine Entscheidung damit, am Beispiel eines zwischen zwei Phantasiestaaten vom Zaune gebrochenen Streites würden die Komiker „den Wahnsinn des Krieges auf umwerfende Weise ad absurdum“ führen. Die Mischung aus Slapstick und Bissigkeit sei gelungen.